# カンムリベラ
カンムリベラ (学名：Coris aygula)はスズキ目ベラ科カンムリベラ属の海水魚。カンムリベラ属のタイプ種である。

## 特徴
大型個体では体は緑色になり、尾鰭中央部の鰭条が若干伸びる。頭部上方が張り出すこともある。幼魚と成魚では模様が大きく異なり、幼魚の背中には大きな橙色斑が2つあり、頭部には小さな黒色斑が見られる。また背鰭に2つの眼状斑がある。しかし成長するにつれ橙色斑や眼状斑は消失し、黒色斑もやがては消える。成長すると体側に白い帯が出ることもあるがこれがない個体もいる。全長1m近くになり、この属では特に大きくなるもののひとつ。

## 分布と生態
インドー太平洋、紅海に広く分布する。日本においては茨城県以南から記録があるが、本州での記録は幼魚が多い。八丈島では普通種でほぼ一年中繁殖している。オーストラリアにも分布しているが、オーストラリア東部シドニーからノーフォーク島、ロードハウ島には本種同様カンムリベラ属の大型種でカンムリベラのように頭部が張り出すCoris bulbifronsも知られる。サンゴ礁やその周辺の砂地に生息し、危険が迫るときや夜間の休息時には砂中に隠れる。

## ヒトとのかかわり
日本では死滅回遊魚とされ、関東沿岸でも採集されることがある。また観賞魚として安価で販売されることもある。しかし自然下では80cmにもなり、飼育下でもそれなりの大きさにはなるため、飼育には広い水槽と、夜間休息用の底砂が必要となる。大型種でまれに市場に出、食用になる。ただし八重山諸島では市場に出ることはない。